# Postijärvi
Postijärvi är en sjö i kommunen Kannonkoski i landskapet Mellersta Finland i Finland. Den är 10,1 meter djup. Arean är 44 hektar och strandlinjen är 3,4 kilometer lång. Sjön  ingår i Kymmene älvs huvudavrinningsområde.   Den ligger omkring 75 kilometer norr om Jyväskylä och omkring 300 kilometer norr om Helsingfors. 
Postijärvi ligger väster om Lakojärvi. 